# Cobitis hellenica
Cobitis hellenica es una especie de peces de la familia Cobitidae en el orden de los Cypriniformes.

## Reproducción
Es ovíparo.

## Morfología
• Las hembras pueden llegar alcanzar los 9 cm de longitud total.

## Hábitat
Vive en zonas de clima subtropical.

## Distribución geográfica
Se encuentra en Grecia.